# 芹川洋一
芹川 洋一（せりかわ よういち、1950年4月22日～ ）は、日本の政治ジャーナリスト、日本経済新聞社客員編集委員、日本生産性本部上席フェロー、東海大学客員教授。

## 人物・来歴
1950年4月22日、熊本県熊本市生まれ、熊本市立白川中学校卒業、69年熊本県立熊本高校卒業。1975年東京大学法学部政治コース、76年公法コース卒業、同大学新聞研究所修了。
76年日本経済新聞社に入社、静岡支局に配属。79年～2005年政治部所属、編集委員、次長、政治部長（01年～05年）。06年～08年大阪編集局長などを経て11年論説委員長、16年論説主幹、18年論説フェロー、24年客員編集委員。
BSテレ東番組『NIKKEI日曜サロン』キャスター（18年10月～24年3月）。
19年度日本記者クラブ賞受賞[1]。
東海大学政治経済学部政治学科客員教授（19年度～）。
東京大学大学院法学政治学研究科・運営諮問委員（19年度～23年度）。東京大学新聞研究所・社会情報研究所・大学院情報学環同窓会会長（18年度～22年度）。
日本生産性本部・理事（19年度～23年度）、上席フェロー（24年度～）。令和臨調マスコミ懇談会世話人（22年～）。
経済同友会アドバイザリー・グループ（18年度～22年度）。NIRA総合研究開発機構・研究評価委員（21年度～）

## 著書

### 単著
- 『憲法改革 21世紀日本の見取図』日本経済新聞社, 2000.11
- 『政治をみる眼　24の経験則』日経プレミアシリーズ・日本経済新聞出版社, 2008.10
- 『平成政権史』日経プレミアシリーズ・日本経済新聞出版社, 2018.11
- 『宏池会政権の軌跡』日経プレミアシリーズ・日経BP 日本経済新聞出版, 2023.9[2]

### 共著
- 『メディアと政治』蒲島郁夫,竹下俊郎共著. 有斐閣アルマ, 2007.2　⇒改訂版2010.12
- 『日本政治ひざ打ち問答』御厨貴共著. 日経プレミアシリーズ・日本経済新聞出版社, 2014.4
- 『政治が危ない』御厨貴共著. 日本経済新聞出版社, 2016.11
- 『政治を動かすメディア』佐々木毅共著. 東京大学出版会, 2017.5
- 『平成の政治』御厨貴共編著. 日本経済新聞出版社, 2018.11
- 『NIKKEI日曜サロン　日本を考える』編著, BSテレ東編. 日本経済新聞出版社, 2019.12

- 『日本政治　コロナ敗戦の研究』御厨貴共著.日経BP 日本経済新聞出版本部, 2021.５

### 共編著
- （紙谷雅子）『日本国憲法を読み直す』日本経済新聞社, 2000.4
- （北村公彦代表）『現代日本政党史録　第４巻』第一法規, 2003.12
- （日本経済新聞社政治担当論説委員）『コロナ戦記　政治の中間決算』日経BP 日本経済新聞出版本部, 2021.4
- （大平正芳記念財団）『大平正芳とその政治　再論』 PHPエディターズ・グループ, 2022.10

### 論考
- 『日経に心棒を入れた男―小汀利得の３つの顔』 日本経済新聞社HP, 2016.12[3]